# レターズ・オン・デモノロジー・アンド・ウィッチクラフト

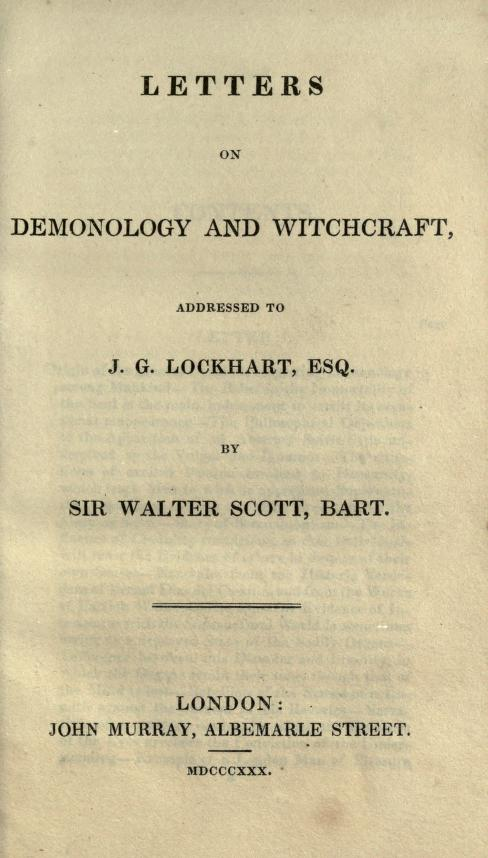
初版の表紙

『レターズ・オン・デモノロジー・アンド・ウィッチクラフト・トゥ・J・G・ロックハート・エスクワイア』(英語: Letters on Demonology and Witchcraft Addressed to J. G. Lockhart, Esq.)はウォルター・スコットによるウィッチクラフトと超自然的存在の研究書である。単に『レターズ・オン・デモノロジー・アンド・ウィッチクラフト』・『デモノロジー・アンド・ウィッチクラフト』とも呼ばれる。スコットの娘婿であり、またこの本の執筆を依頼した人物でもあるJ・G・ロックハートに宛てた10通の書簡という形式で書かれている。
題名を直訳すると『悪魔学と魔女術に関するJ・G・ロックハート殿への書簡』となるが、日本語文献では『悪魔学と妖術』・『悪魔学と魔法に関する考察』・『悪魔学と魔術に関する書簡集』・『鬼神信仰と魔法をめぐる書簡』といった訳題が使用されている。
民話研究をライフワークとしていたスコットは一次資料および二次資料を幅広く蒐集していたため、執筆に当たってはこのコレクションを利用する事が可能であった。
この本は19世紀を通じて数多くの読者を獲得し、ヴィクトリア期におけるゴシック小説や幽霊小説の流行に著しい影響を及ぼした。
初版当時は賛否両論を受けたが、現在では、後世の人類学の研究手法を先取りする鋭敏かつ分析的な姿勢で研究対象を扱っており、また同時に超自然的な逸話を大変読みやすい形で集成している、この学問の野を拓いた作品であると評価されている。

## 内容
この本は10章からなり、それぞれの章は著者から娘婿のロックハートへの書簡という体裁を取って書かれている。こうした体裁を選ぶことによるフォーマルではない談話風の文章は、可読性を大いに高めている。
聖書の時代から19世紀までの期間における悪魔学とウィッチクラフトに対する反応を、膨大な数の個別事例を交えながら説明している。また、幽霊・妖精・ブラウニー・エルフ・セカンドサイト（未来視などの幻視能力）・ゲルマン諸民族の神話などへの考察も行われている。こうした超常現象を信じる行為は無知や偏見によって引き起こされた物であるが、18世紀における合理主義哲学の台頭により最終的には雲散霧消したと説明されている。
魔女裁判は危険分子とみなされた人物や異端者に対して行われる事がしばしばあったとも指摘されている。概して、スコットランド啓蒙思想の継承者に相応しい、分析的かつ合理的手法で研究対象を扱っている。